# 京王ユース・プラザ
京王ユース・プラザ株式会社（けいおうユース・プラザ）は、東京都八王子市川町にある高尾の森わくわくビレッジの運営を行う株式会社。京王グループに属する。本社は、東京都多摩市関戸。

## 概要
東京都との契約に基づくPFI事業である「高尾の森わくわくビレッジ」の運営を、京王電鉄・レストラン京王・京王設備サービス・京王建設・京王観光・京王エージェンシーと共同して行っている。

## 高尾の森わくわくビレッジ

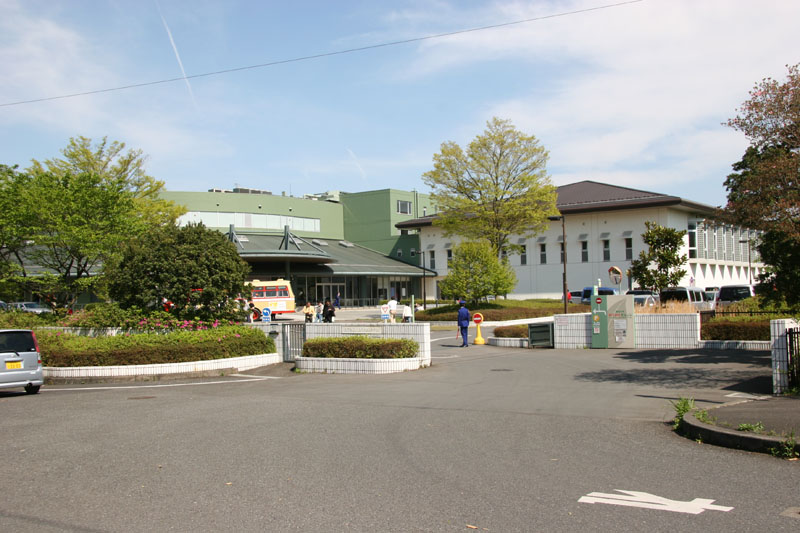
高尾の森わくわくビレッジ

東京都八王子市川町55にあるレクリエーション施設。2004年3月に閉校した東京都立八王子高陵高等学校の施設を再利用し、その周辺の自然を通じたコミュニケーションを図る目的で翌2005年4月に開設された。
毎年11月には、「高尾の森わくわくビレッジ わくわくフェスティバル」を開催している。おもに東京都立八王子高陵高等学校の当時の遺構をめぐるツアーや、観光バスの撮影会、アスレチック体験や、Nゲージ鉄道模型運転会が開催される。

### アクセス
- JR中央線・京王高尾線高尾駅からバス利用のみとなる。